# Primskovo
Primskovo este o localitate din comuna Šmartno pri Litiji, Slovenia, cu o populație de 27 de locuitori.